# Toolooa
Toolooa är en ort i Australien. Den ligger i kommunen Gladstone och delstaten Queensland, omkring 430 kilometer nordväst om delstatshuvudstaden Brisbane. Antalet invånare är 1 148.
Närmaste större samhälle är Gladstone, nära Toolooa. 
Runt Toolooa är det i huvudsak tätbebyggt. Genomsnittlig årsnederbörd är 1 139 millimeter. Den regnigaste månaden är januari, med i genomsnitt 290 mm nederbörd, och den torraste är september, med 22 mm nederbörd.